# أودو شتاينر
أودو شتاينر (بالألمانية: Udo Steiner)‏ هو قاضي ومحامي ألماني، ولد في 16 سبتمبر 1939 في بايرويت في ألمانيا.